# حمران بن أبان
حمران بن أبان (المتوفى 75 هـ = 694 م) مولى عثمان بن عفان، تابعي، أسر في فتح العراق عند معركة عين التمر أيام خلافة أبي بكر بن أبي قحافة مع 39 غلاما آخر في سنة 12 للهجرة  ، سباهم خالد بن الوليد من كنيسة لليهود يتعلمون فيها الكتابة في حصن سمى بـ (قصر سابور)، وهم أوّل سبي دخلوا المدينة المنورة بعد رسول الله من قبل المشرق، كان من حصّة المسيّب بن نجبة الفزاري، فابتاعه منه عثمان بن عفّان، وعلّمه الكتاب واتّخذه كاتبا وحاجبا حتى صار خاتم عثمان عنده فكان يفتح على عثمان في الصلاة. وروى صفة وضوء رسول الله عن عثمان.
ادرك كل من أبي بكر وعمر وعثمان وعلي ومعاوية ويزيد بن معاوية ومعاوية بن يزيد ومروان بن الحكم وعبد الملك بن مروان ولم يرو عن أحد من الصحابة غير عثمان بن عفان ومعاوية بن أبي سفيان.
وله مواقف مع عثمان ومروان بن الحكم وعبد الملك بن مروان والحجاج بن يوسف الثقفي خصوصا بعد صلح الحسن حيث وثب حمران على البصرة سنة 41 هـ  نصرة للمروانيين وضربت مسكوكة باسمه أيام سلطته على البصرة.
وقد كانت له دار بالبصرة مشرفة على رحبة المسجد الجامع، وكان عثمان أقطعه إيّاها وأقطعه أيضاً أرضاً على فراسخ من الأُبُلّة فيما يلي البحر. کما قیل له أرض عند نهر أزَّي بالبصرة أقطعه إياها عثمان. وقدم دمشق وكانت له بها دار.
كما أنه ولي البصرة  في سنة 72 هـ أيضا. 
كان له منزلة عند بني أميّة وأنه وافر الحرمة عند عبد الملك وأن مدينة عبادان هي من قطائع عبدالملك بن مروان لحمران أقطعها لعباد بن الحصين الحبطي.
وأن عبد الملك بن مروان لما علم بأن  الحجاج حبس حمران واغرمه مائة ألف درهم كتب اليه: إن حمران أخو من مضى وعم من بقي، وهو ربع من أرباع بني أمية فارددْ عليه ما أخذت منه.
وقال عنه ابن عبد البر في الإستذكار: وكان حمران أحد العلماء الجُلة، أهل الوداعة والرأي والشرف بولائه ونسبه.

## اسمه وكنيته
حُمران بن أبان بن خالد بن عمرو بن عقيل بن عامر بن جَنْدَلة بن جَذِيمة بن كعب بن سعد بن أسلم بن أوس مناة بن النَّمِر بن قاسط بن هِنْب بن أفصى النّمِري
كان يهوديا اسمه طويدا ولقبه طورط [أو طويط] فاسلم. واسم أبيه أُبّي أو أَبَّا.

ترجم له المزي (ت742هـ) في «تهذيب الكمال » فقال:
قال ابن قتيبة: وتزوّج «حمران» امرأة من «بنى سعد». وتزوّج ولده في «العرب». وإنما كان ابن أَبَّا، فقال بنوه: ابن أبان
الوافي باوفيات (ت 764 هـ): وادَّعى ولده أنهم من النَّمِر بن قاسط بن ربيعة (169:5)
كنيته: أبو زيد.
أوصافه: قال الجاحظ (ت 255هـ): كان أقرع الرأس أجرد، سَنُوط اللِّحية ليس في وجهه شَعَر.
لم يتضح تاريخ ولادته مع اختلافهم في تاريخ وفاته، فقيل: سنة نيف وثمانين، وقيل: سنة 75 أو 76 أو 71.

## نسبه
أول من قال بعروبة حمران وذكر نسبه إلى النمر بن قاسط هو هشام بن السائب الكلبي (ت 204 هـ) في كتاب «نسب معن وعدنان»  واليمن الكبير، ثم اتبعه ابن الخياط (ت 240هـ) في «طبقاته»، ثم ابن عبد ربه الأندلسي (ت 328 هـ) في «العقد الفريد»، عند ذكره قبيلة النمر بن قاسط، فقال: ومنهم حمران بن أبان. ثم ابن حزم (ت 456 هـ) وابن عساكر (ت 571 هـ) ، والمزي (ت 742 هـ)  وابن حجر (ت 852 هـ).
لكن نصوصا أخرى ذكرت أعجميته، منها ما قاله مصعب بن الزبير لحمران يوم الجفرة سنة 71 هـ: يا ابن اليهودية إنما أنت علج نبطي سُبيت من عين التمر.
وقال الحجاج بن يوسف الثقفي (ت 95 هـ) يوماً وعنده عباد بن الحصين الحبطي: ما يقول حمران؟ لئن انتمى إلى العرب ولم يقل إنه مولى لعثمان لأضربن عنقه، والحجاج هو المعروف بقوميته وتعصبه للعرب.
وقد كان عامر بن عبد قيس (ت القرن 7) عير حمران قبل هذين الشخصين بعدم عروبته، فمما جاء في العقد الفريد: (... كلمه حمران مولى عثمان بن عفان عند عبد الله بن عامر صاحب العراق في تشنيع عامر [بن عبد القيس] وطعنه عليه، فأنكر ذلك، وقال حمران له: لا كثّر الله فينا مثلك! فقال له عامر: بل كثّر الله فينا مثلك! فقيل له: أيدعو عليك وتدعو له؟ فقال: نعم، يكسحون طرقنا، ويخرزون خفافنا، ويحوكون ثيابنا... إشارة منه إلى مهن ومشاغل الموالي آنذاك.
قال ابن قتيبة: وتزوّج «حمران» امرأة من «بني سعد»، وتزوّج ولده في «العرب».
وقد مرّ كلام ابن سعد في «الطبقات» (ت 230 هـ)، وفي آخر: حمران بن أبان مولى عثمان بن عفان، روى عن عثمان وتحول إلى البصرة فنزلها، وادعى ولده أنهم من النمر بن قاسط بن ربيعة.
وقال مصعب بن عبد الله الزبيري (ت 256هـ): حمران بن أبان، وإنما كان (ابن أبا) فقال بنوه (ابن أبان).
الأقوال في اسم أبيه، فقال: قيل اسم أبان: أُبي، وقيل: أبا،
ورجح مؤلف كتاب «وضوء النبي 2 : 237» أعجمية حمران وقال: إن غلبة الحمرة على بشرة حمران من صفات الفرس، ولذلك سمّيت الكوفة بـ«الكوفة الحمراء» لما فيها من الموالي الفرس الحُمْر البشرات بخلاف العرب السُّمْر الوجوه.
وقال البلاذري (ت 279هـ): كان حمران بن أبان من سبي عين التمر، يدعي أنه من النمر بن قاسط، فقال الحجاج ذات يوم: لئن انتمى حمران إلى العرب ولم يقل أن أباه (إبيْ) لأضربن عنقه.
وقال ابن عبد البر (ت 463هـ) في كتاب «التمهيد»: وادّعي أن حمران بن أبان هو ابن عم صهيب الصحابي، المعروف بـ (صهيب الرومي) إذ يلتقي في خالد بن عبد عمرو.
وذكر الأشعري اليمني في كتابه «التعريف بالأنساب» نسب النمر بن قاسط ولم يذكر منهم حمران بن أبان، ومثله فعل ابن خلدون إذ لم يدرجه مع من ذكرهم من رجال النمر بن قاسط وهكذا فعل الكثير من النسابين والمؤرخين.
وقال الذهبي (ت 748هـ): حمران الفارسي الفقيه وهو قليل الحديث.

## سيرته

### حاله قبل الإسلام
لم يعرف حاله قبل الإسلام إلا ما جاء عن أسره وهو صبي يدرس في إحدى مدارس عين تمر، وقد اختلفوا في ديانته، فذهب بعض إلى يهوديته والآخر إلى نصرانيته واستدل كل واحدا بأدلة.
فمن القائلين بيهوديته مصعب بن الزبير حيث قال له يوم الجفرة (سنة 71 هـ): يا ابن اليهودية إنما أنت علج نبطي سُبيت من عين التمر وكان أبوك يدعى أُمّي.
قال ابن قتيبة (ت 276 هـ): فوجده مختونا وكان يهوديا اسمه طويدا.
وقال ابن حجر: طورط هو لقب حمران بن أبان مولى عثمان، وكان يهودياً فأسلم...
وفي تاريخ دمشق: ووجدوا في كنيسة اليهود صبيانا يتعلمون الكتابة في قرية من قرى عين التمر يقال لها نقيرة، وكان فيهم حمران بن أبان مولى عثمان.
ومن النصوص التي جاءت في أقران حمران وأنهم من اليهود يستفاد بأنه كان يهودياً، إذ ترى في تاريخ اليعقوبي (ت 284 هـ): وسبى منهم سبايا كثيرة بعث بهم إلى المدينة، وبعث إلى كنيسة اليهود فأخذ منهم عشرين غلاماً.
وذهب مؤلف كتاب «وضوء النبي» إلى أن حمران كان يهودي الأب والأم، وأن عائلته كانت ملتزمة بيهوديتها حريصة على نشر تعاليمها، فأرسلت ولدها الصبي طويدا إلى كنيسة اليهود ليتعلم تعاليمهم.
وفي المقابل استدل آخرون على نصرانية حمران لأنه عاش في منطقة اشتهرت بالنصرانية، وأن قبيلة النمر بن قاسط كانت نصرانية، وأن خالداً وجد في بيعتهم أربعين غلاماً يتعلّمون الإنجيل حسب ما جاء في خبر سيف بن عمر التميمي.

### دخول حمران إلى المدينة
بعد أسر حمران من عين التمر والإتيان به ضمن الأربعين غلاما مختنين إلى المدينة المنورة سنة 12 للهجرة صار من حصة المسيب بن نجبة الفزاري، لأنه كان قد سباه من هناك.

### في عهد عثمان
بما ان حمران كان قد تعلم الكتابة في مدارس عين التمر فاشتراه عثمان ـ في أوائل خلافته ـ من المسيب ثم أعتقه، فصار يكتب بين يديه وترقى فصار خاتَمُ عثمان بيده وحاجبه وكاتبه.
و احتمل السيد علي الشهرستاني إلى أنه لم يسلم إلا في السنة الثالثة من خلافة عثمان بن عفان (أي في سنة 26 للهجرة).
ورغم هذا الإسلام المتأخر صار يصلي خلف عثمان، فإذا أخطأ فتح عليه حمران، وقد ذكر في النصوص التاريخية أن عثمان قد أبعد حمران إلى البصرة ثلاث مرات:
أحدها: أنه «تزوج امرأة في عدتها، ففرق عثمان بينهما، وضربه وسيّره إلى البصرة».
ثانيها: أن عثمان بعثه إلى الكوفة ليسأل عن عاملها الوليد بن عقبة فكذبه وأخرجه من جواره، فنزل البصرة، وفي نص آخر: فوجد عليه لأنه كان وجّهه للمسالة عن ما رفع على الوليد بن عقبة بن أبي معيط، فارتشى منه، وكذّب ما قيل فيه، فتيقن عثمان صحّة ذلك بعد، فوجد عليه، وقال: لا تساكني أبداً، وخيّره بلداً يسكنه غير المدينة فاختار البصرة، وسأله أن يقطعه بها داراً، وذكر ذرعاً كثيراً، فاستكثره عثمان، وقال لابن عامر: أعطه داراً مثل بعض دورك، فأقطعه داره التي بالبصرة.
ثالثها: ان عثمان اعتل علة اشدت به فدعا حمران ابن أبان وكتب عهداً لمن بعده، وترك موضع الاسم، ثم كتب [عثمان] بيده: عبد الرحمن بن عوف، وربطه وبعث به إلى أم حبيبة بنت أبي سفيان، فقرأه حمران في الطريق، فأتى عبد الرحمن فأخبره. فغضب عبد الرحمن غضباً شديداً وقال: أستعمله علانية ويستعملني سرّاً؟ ونُمي الخبر وانتشر بذلك في المدينة، وغضب بنو أمية فدعا عثمان بحمران مولاه، فضربه مائة سوط وسيّره إلى البصرة، فكان ذلك سبب العداوة بينه وبين عبد الرحمن بن عوف.

### حمران والثائرون على عثمان
جاء في البدء والتاريخ: لما أعطى عثمان القوم [أي المصريين] ما أرادوا، قال مروان بن الحكم لحمران بن أبان كاتب عثمان ـ فكان خاتم عثمان مع مروان بن الحكم ـ: إن هذا الشيخ قد وهن وخرف، وقم فاكتب إلى ابن أبي سرح أن يضرب أعناق من ألب على عثمان، ففعلا.
وفي تاريخ المدينة: لما رجع أهل مصر [من عند عثمان] رأوا راكباً يعارض الطريق، فارتابوا فأخذوه ففتّشوه فلم يجدوا شيئاً، فقال رجل منهم: لعلّ حاجتكم في الشنّة، فانظروا فإذا كتاب إلى ابن أبي السرح فيه: إذا قدم عليك فلان وفلان فاضرب أعناقهم، فرجعوا فقالوا: هذا خاتمك على هذا الكتاب، أفهذا من التوبة؟ قال: ما كتبته ولا أمرتُ به وحلف. قالوا: خاتمك عليه!! قال: خاتمي مع فلان ـ مروان أو حمران ـ....
والسيد علي الشهرستاني بعد ذكره هذين النصين احتمل بان يكون مروان بن الحكم وحمران بن أبان وراء مقتل عثمان، لأن حمران هو الذي كتب إلى والي عثمان ان يقتل الثائرين على عثمان حين رجوعهم إلى مصر، بدون علم عثمان كما أنه رجح من خلال النصوص إلى أن دور حمران في مقتل عثمان يغلب على ما قيل في دور عبد الله بن سبأ في اشتعال الفتنة ضد عثمان وقوى احتماله بفقدان اسمه ضمن المدافعين عن عثمان بن عفان يوم الدار مع لزوم كونه عنده في المدينة لتسارع الاحداث، وعدم وجود دور له في الوقائع التي حدثت بعد مقتل عثمان: الجمل، صفين، النهروان، لا مع علي بن أبي طالب ولا مع عائشة ولا مع معاوية وظهور اسمه بعد مقتل علي وصلح الحسن، فشخصية حمران بنظره هي أخطر من شخصية عبد الله بن سبأ.

### حمران أيام صلح الحسن مع معاوية
في سنة 41 وثب حمران على البصرة نصرة للمروانيين، إذ جاء في «الفتوح» لابن الأعثم: وبلغ أهل البصرة ما كان من بيعة الحسن لمعاوية، فشغبوا وقالوا: لا نرضى أن يصير الامر إلى معاوية، ثم وثب رجل منهم يقال له: حمران بن أبان، فتغلب على البصرة فأخذها ودعا للحسين بن علي، وبلغ ذلك معاوية فدعا عمرو بن أبي أرطاة وهو أخو بسر، فضم إليه جيشا ووجه به إلى البصرة، فأقبل عمرو في جيشه ذلك يريد البصرة وتفرق أهل الشغب فلزموا منازلهم وفي أيام ولايته على البصرة ضربت مسكوكة باسمه.
وقال في المنتظم في تاريخ الملوك والأمم: وذلك أنه لما صالح الحسن معاوية وثب حمران على البصرة فأخذها فبعث إليه معاوية بسر بن أرطأة فصعد حمران إلى المنبر وشتم عليًا رضي الله عنه ثم قال: أنشد الله رجلًا عليمًا أني صادق إلا صدقني أو كاذب إلا كذبني فقال أبو بكرة: لا نعلمك إلا كاذبًا فأمر به يخنق فقام أبو لؤلؤة الضبي فرمى بنفسه عليه فمنعه فأعطاه أبو بكرة - بعد ذلك مائة جريب فقيل لأبي بكرة: ما أردت بهذا فقال: يناشدنا بالله ثم لا نصدقه فأقام بسر بالبصرة ستة أشهر وفي هذه السنة ولي معاوية بن عامر البصرة وحرب سجستان وخراسان وسبب ذلك أن معاوية أراد أن يوجه عتبة بن أبي سفيان على البصرة.
في فتوح البلدان : ومرّ عبيد الله بن زياد يوم نعي يزيد بن معاوية (ت 64 ه‍) على نهر أمّ عبد الله فإذا هو بنخل، فأمر به فعقر، وهدم حمَّام حمران بن أبان.

### مسكوكة حمران بن أبان
اوّل من ضرب السكة في العهد الإسلامي على الطريقة الكسروية  هو عمر بن الخطاب مع إضافة كلمة (الحمدلله) و (محمد رسول الله)، وبعده ضربت السكة في عهد عثمان وكتب عليها بالخط الكوفي (بسم الله ربي)، ثم استمر ضرب السكة في عهد علي بن أبي طالب إلى أن ابدلت العملة الكسروية بالعملة الإسلامية العربية تمامًا في عهد عبد الملك بن مروان سنة 76 ه‍ -، وقد بقيت في المتاحف مسكوكات من العهد الإسلامي الأول قد ضربت باسم الخلفاء وولاتهم على شكل مسكوكات العهد الساساني (تتجاوز اسم 42 شخصا) امثال: معاوية، عبد الملك بن مروان، عبد الله بن الزبير، مصعب بن الزبير، سمرة بن جندب، حكم بن العاص، الحجاج بن يوسف، مصلب بن ابي صفرة ومن بين هذه الأسماء يشاهد اسم حمران بن أبان.

### أيام معاوية
قال الأصمعي: حدثني رجل، قال: قدم شيخ أعرابيٌّ فرأى حمران، فقال: من هذا؟ قالوا: حمران بن أبان، فقال: لقد رأيتُ هذا و [قد] مال رداؤه عن عاتقه، فابتدره مروان بن الحكم (ت 65هـ) وسعيد بن العاص (ت 58 هـ) أيّهما يسوّيه. قال أبو عاصم: فحدثت به رجلا من ولد عبد الله بن عامر فقال فحدثني أبي وقال إنّ حمران بن أبان مدّ رجله، فابتدره معاوية (60هـ) وعبد الله بن عامر (ت58هـ) أيّها يغمزه.

### في العهد عبد الملك بن مروان
أنّ حمران تعاون مع عبد الملك بن مروان ضدّ مصعب بن الزبير يوم الجفرة، وأنّ مصعباً لمّا دخل البصرة سنة 71 أقبل على عبيد الله بن أبي بكرة فقال له: يا ابن مسروح إنّما أنت ابن كلبة تعاورها الكلاب، فجاءت بأحمر وأسود وأصفر من كلّ كلب بما يشبهه.
ثمّ دعا بحمران وقال له: يا ابن اليهوديّة... ولمّا قتل مصعب أقام عبد الملك بمسكن خمسين ليلة، وولّى الكوفة قطن بن عبد اللّه الحارثي، وغلب حمران بن أبان على البصرة ودعا إلى بيعة عبد الملك، ثم دخل عبد الملك إلى الكوفة، فوجّه خالد بن عبد اللّه بن خالد بن أسيد إلى البصرة، فقدمها في آخر سنة 77 هـ، وأنّ حمران ولي لخالد بن عبد اللّه بن خالد بن أسيد، سابور إكراماً له، ولمّا قدم الحجّاج البصرة آذاه وأغرمه مائة ألف درهم، فكتب حمران إلى عبد الملك يشكوه، فكتب عبد الملك إلى الحجّاج: أنّ حمران أخو من مضى [يعني مروان أو عثمان] وعمّ من بقي [يعني نفسه] وأنّه ربع أرباع بني أمية، أحسن مجاورته، وردَّ عليه ماله.
قال البلاذري: كانت عبادان قطيعة لحمران بن أبان مولى عثمان بن عفان رضي الله عنه قطيعة من عبد الملك بن مروان، - وبعضها فيما يقال من زياد - وكان حمران من سبي عين التمر يدّعي أنّه من النمر بن قاسط، فقال الحجّاج يوماً وعنده عباد بن حصين الحبطي: ما يقول حمران‌؟ لئن انتمى إلى العرب ولم يقل أنّه مولى لعثمان لأضربنّ عنقه!! فخرج عبّاد من عند الحجّاج مبادراً فأخبر حمران بقوله، فوهب له غربي النهر وحبس الشرقي ونسب إلى عباد بن الحصين.

## مروياته
هو راوي وضوء رسول الله عن عثمان بن عفان واصح الروايات في الوضوء قد جاءت عنه.
لم يرو حمران عن غير عثمان ومعاوية بن أبي سفيان مع أنه كان قد عاصر كثيراً من الصحابة، ولم يوثقه أحد من ائمة الرجال لا المتشددين ولا المتساهلين  ولا المعتدلين، الا ابن حبان في «الثقات»   والذهبي في «ميزان الاعتدال».

قال الاستاذ بشار عواد معروف ملخّصاً حال حمران بالقول:
ثم قال:
 كما قال الاستاذ بشار في هامش ترجمة حمران من تهذيب الكمال: